# Tenore e Cuncordu de Orosei
Il Tenore e Cuncordu de Orosei è un gruppo di canto a tenore e di cantu a cuncordu di Orosei, creato nel 1995.

## Storia
Il repertorio del gruppo include il canto a tenore, e i canti sacri: il cantu a cuncordu e i gosos, tipici delle confraternite religiose. Numerosi sono gli incontri con altre culture ed espressioni musicali: col gruppo bulgaro "Angelitè" e il RIAS Kammerchor di Berlino, con gli Huun-Huur-Tu della Repubblica di Tuva, o altre sperimentazioni con diversi musicisti quali Enzo Favata, Luigi Lai, i Tenores de Bitti, Nguyen Le, Paolo Fresu, con i cantanti mongoli Ganzoring e Tsogtgerel, Mola Sylla, Ernst Reijseger. Con quest'ultimo hanno partecipato alla registrazione della colonna sonora di due film di Werner Herzog: "The Wild Blue Yonder" e "White Diamond"). 

## Formazione
- Massimo Roych (voche, trunfa, pipiolos, benas)
- Mario Siotto (bassu, trunfa)
- Gian Nicola Appeddu (contra)
- Piero Pala (voche, mesuvoche)
- Tonino Carta (voche del tenore)

## Discografia
- 1998 – Voches de Sardinna (Winter & Winter 910 023-2)
- 1999 – Colla voche (con Ernst Reijseger, Winter & Winter 910 037-2)
- 2015 – Novarea (Chants sacrés et profanes de Sardaigne) (Buda Musique 4737042)